# Helena Howard
Kaitlyn Helena Howard (nacida el 23 de julio de 1998) es una actriz estadounidense. Después de ser descubierta por la directora Josephine Decker a los 15 años, hizo su debut cinematográfico en la película dramática Madeline's Madeline (2018), que fue aclamada por IndieWire como una de las 50 mejores actuaciones de la década de 2010 y segunda en The New Lista de Yorker de las 50 mejores representaciones cinematográficas del siglo XXI.

## Primeros años
Howard nació el 23 de julio de 1998 en la ciudad de Nueva York, Nueva York. Sus padres, ambos artistas, son Julia Binet y Will Howard. Su madre es de ascendencia escandinava y de Europa del Este, y su padre es afroamericano de ascendencia mixta. Tiene un hermano menor, Liam. Howard creció en el área de Nueva Jersey, y asistió a la Academia de Artes Escénicas del Condado de Union.

## Carrera
Después de que Josephine Decker la descubriera en 2014 en el Festival de Artes Adolescentes del Condado de Union, donde Decker era juez, Howard protagonizó su largometraje aclamado por la crítica Madeline's Madeline. Este fue el debut en la pantalla de Howard y ella desempeñó el papel principal.
Howard fue uno de los participantes del festival y recitó un monólogo de Blackbird de David Harrower. Cuando terminó, Decker dijo sobre la actuación de Howard que era "la mejor que había visto" en su vida, y ambos comenzaron a llorar. Después de que terminó el programa, Decker y Howard intercambiaron información y se encontraron aproximadamente un mes después; Howard finalmente ayudó a desarrollar la historia de la película a través de varios talleres de improvisación con Decker y otros.
La película tuvo su estreno mundial en el Festival de Cine de Sundance el 22 de enero de 2018. Fue lanzado el 10 de agosto de 2018 por Oscilloscope Laboratories. La película recibió elogios de la crítica, particularmente por la actuación de Howard, que IndieWire elogió como una de las 50 mejores actuaciones de la década de 2010.
El siguiente papel de Howard fue en el cortometraje Twist, que tuvo su estreno mundial en el Festival de Cine de Tribeca de 2019. Interpreta a Nora Reid en The Wilds de Amazon. Howard también apareció como Cleo en la película Shoplifters of the World.

## Filmografía

### Cine y television
| Año       | Título                        | Paapel         | Director                        | Notas |
| --------- | ----------------------------- | -------------- | ------------------------------- | ----- |
| 2018      | Madeline's Madeline           | Madeline       | Josefina Decker                 |       |
| 2019      | Girar                         | Ana            | Aly Migliori                    | Corto |
| 2020-2022 | Salvajes                      | Nora Rodriguez | sarah streicher                 | Serie |
| 2020      | No mires más profundo         | Aisha          | Jeffrey LieberCharlie McDonnell | Serie |
| 2021      | Ladrones de tiendas del mundo | Cleo           | Esteban Kijak                   |       |
| 2024      | I Saw the TV Glow             | Isabel         | Jane Schönbrun                  |       |

## Premios y nominaciones
| Año  | Premio                    | Categoría                   | Película            | Resultado | Referencia |
| ---- | ------------------------- | --------------------------- | ------------------- | --------- | ---------- |
| 2018 | Premios Gotham            | Actor revelación            | Madeline's Madeline | Nominada  | [ 13 ]     |
| 2018 | Independent Spirit Awards | Mejor protagonista femenina | Madeline's Madeline | Nominada  | [ 14 ]     |